# I Can't Date Jesus
No puedo tener una cita con Jesús: Amor, sexo, familia, raza y otras razones por las que he puesto mi fe en Beyoncé es una colección de ensayos del año 2018 de Michael Arceneaux. Publicado originalmente por Atria, la colección incluye diecisiete ensayos, discutiendo los conflictos de identidad y la homofobia internalizada de Arceneaux, su viaje personal como escritor, y sus experiencias en las citas con otros hombres. También habla de su pasión por la cantante Beyoncé, con quien comparte ciudad natal, Houston.
Arceneaux, que en el pasado fue católico, es un gay afroestadounidense. Se trata de su primer libro, lanzado al público el 24 de julio de 2018.

## Desarrollo
Según Arceneaux, "quise escribir sobre mi vida con una mezcla de desventuras y humor—del mismo modo en que muchos autores de raza blanca como David Sedaris y Augusten Burroughs han escrito sobre sus vidas".
En 2011 se completó el proceso de escritura del libro, pero Arceneaux no lo publicó hasta 2018 porque necesitaba tener antes un agente literario y editor. El agente Jim McCarthy, de la firma Dystel Goderich & Bourret, inicialmente declinó representarlo, pero luego cambió de idea tras leer algunos ensayos de Arceneaux. Rakesh Satyal de Altria se convirtió en su editor, y según Arceneaux, la supervisión de Satyal fortaleció su libro.
Arceneaux una vez tuvo una conversación con su madre, quien creía que Dios se oponía a la homosexualidad, y el título del libro es, precisamente, una referencia a aquella conversación. Ella le dijo que, desde que ella supo que él tenía relaciones sexuales con otro hombre, no estaba muy segura de que él se fuera a ir al cielo. Para Arceneaux la mejor respuesta a una persona tan religiosa, que interpreta su religión como opuesta a la homosexualidad, es: «planeo tener sexo, así que no puedo salir con Jesús». Primero terminó de escribir el libro, y más tarde seleccionó el título.

## Contenidos

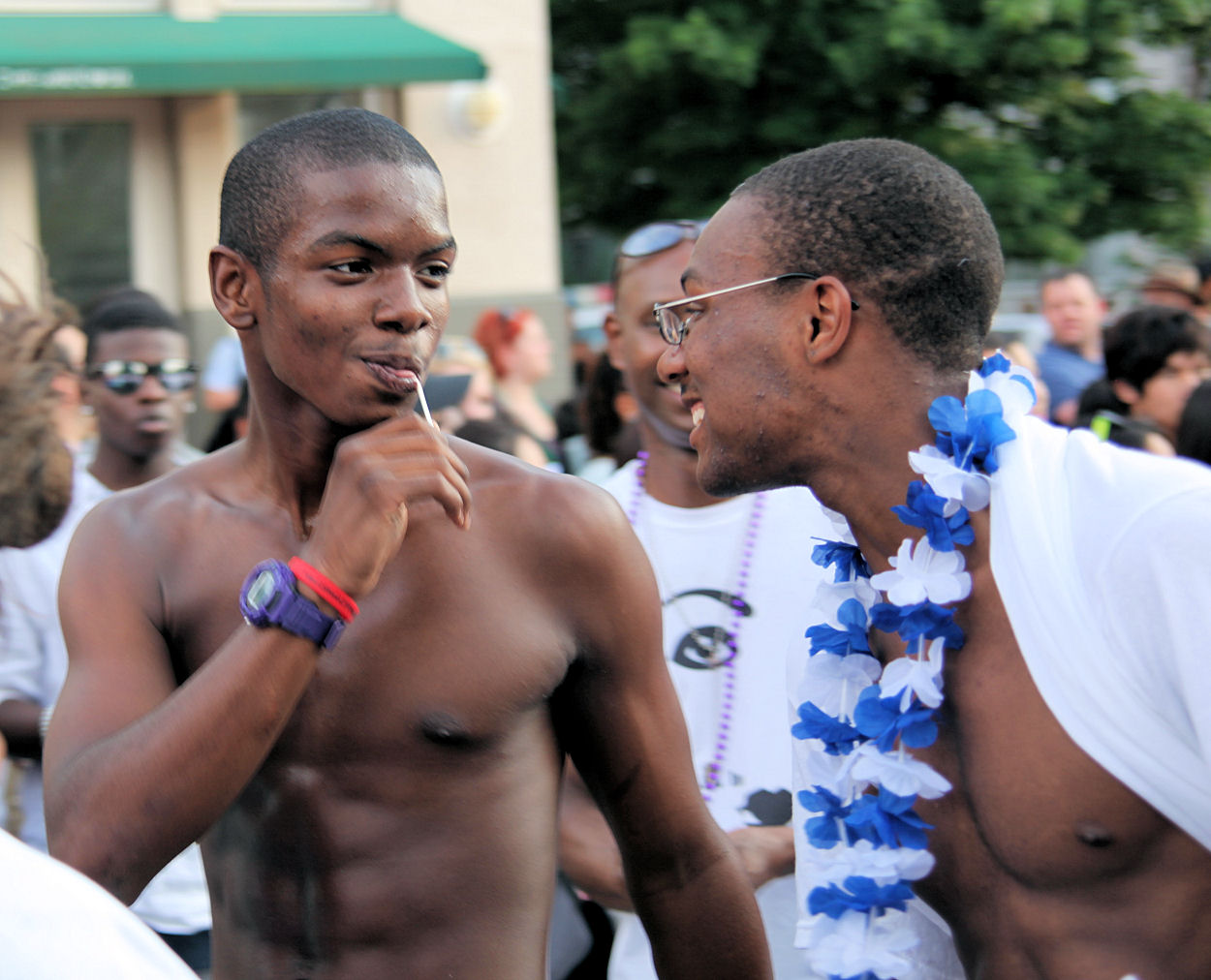
Desfile del orgullo gay en Washington D.C.

## Recepción
En la revista Vogue, Chloe Schama y Bridget Read destacaron que el estilo de Arceneaux es "histéricamente divertido, vulnerable", llamando a la colección ensayos "un triunfo de autoexploración, teñido pero no sobrecargado por nuestro actual momento político... El resultado es una pieza de relatos personales y culturales, tan divertidos como iluminadores".
Savas Abadsidis de The Advocate escribe que el sentido del humor del libro es similar al de David Sedaris. Según Tre'vell Anderson de Los Angeles Times, los observadores también pueden comparar la escritura de Arceneaux a la de Samantha Irby.

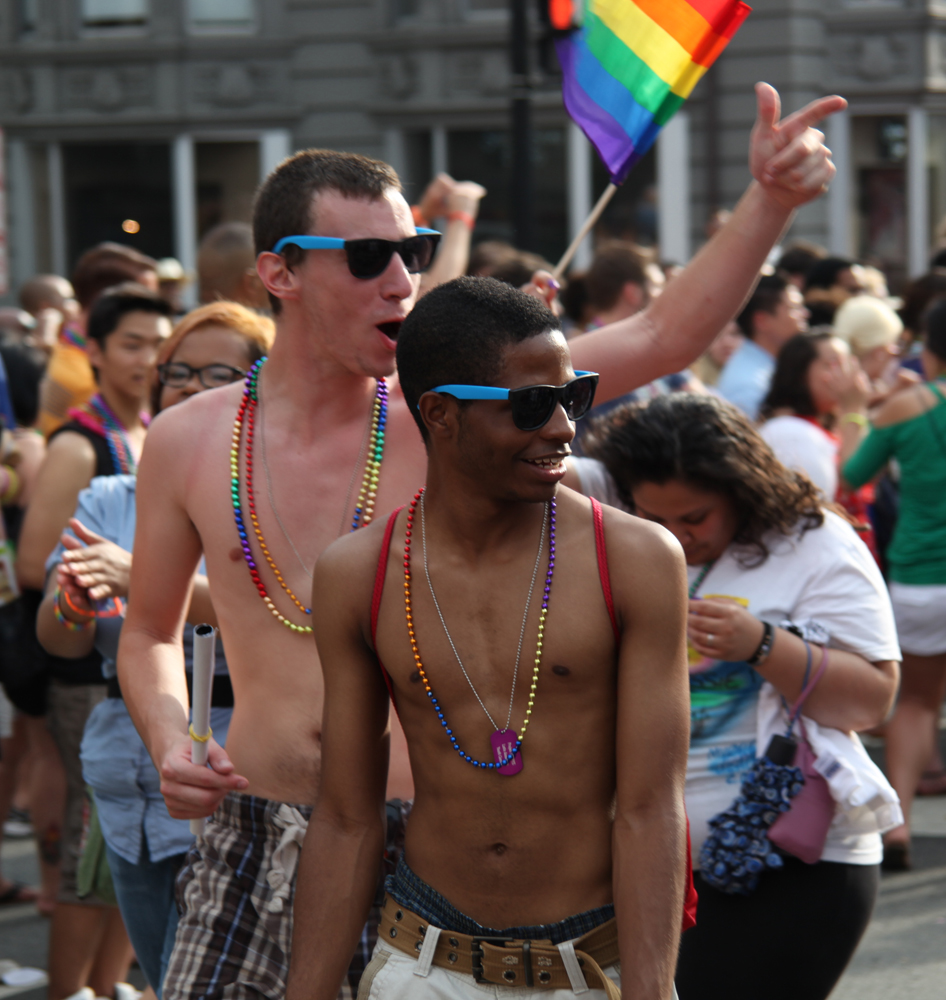
Afroestadounidense en el desfile del orgullo gay, Washington D.C.

Raji declaró que el libro "es un intento admirable de revertir" una cierta dinámica de los protagonistas de los medios de comunicación, en su mayoría blancos, quienes piden que las minorías étnicas y raciales "lideren con su alteridad, para escribir [su propia] identidad, no sólo como una perspectiva de vida sino como un espectáculo", y que I Can't Date Jesus tiene "un poco más de historia y un poco menos de espectáculo". Según Raji, "el gran acto entre diversión y seriedad no llega" hasta, aproximadamente, la mitad del libro, incluidos los ensayos relacionados con el romance, pero aquel "destacado ensayo sobre racismo sexual y citas interraciales redime los tímidos comienzos". También describe Raji el ensayo sobre el sacerdocio como "descollante".
Publishers Weekly por su parte afirma que la "voz segura y el sentido del humor sin complejos del libro atraerán a los fanáticos de Roxane Gay".
En tanto, Kirkus Reviews describe el libro como "unos ensayos de remembranza, divertidos, feroces y audaces".